# Hilde Sessak
Hilde Sessak, född 27 juli 1915 i Berlin, Kejsardömet Tyskland, död 17 april 2003 i Berlin, Tyskland, var en tysk skådespelare.

## Filmografi, urval
- 1936 – Spelet om lyckan
- 1941 – Axel tar chansen!
- 1941 – Quax, alla tiders flygare
- 1943 – Paracelsus
- 1944 – Skolans skräck
- 1953 – Träffpunkt Berlin
- 1959 – Natt efter natt efter natt